# Hronovce
Hronovce (hongrois : Lekér) est un village de Slovaquie situé dans la région de Nitra.

## Histoire
Première mention écrite du village en 1256.

## Démographie

### Évolution de la population
| Année:               | 1994. | 2004.   | 2014.   | 2024.   |
| -------------------- | ----- | ------- | ------- | ------- |
| Nombre de personnes: | 1480  | 1520    | 1473    | 1451    |
| Différence:          |       | +2,70 % | -3,09 % | -1,49 % |

| Année:               | 2023. | 2024.   |
| -------------------- | ----- | ------- |
| Nombre de personnes: | 1446  | 1451    |
| Différence:          |       | +0,34 % |